# Цулукидзе (княжеский род)
Цулукидзе (груз. წულუკიძე) — грузинский княжеский и дворянский род в Имерети.

## История рода

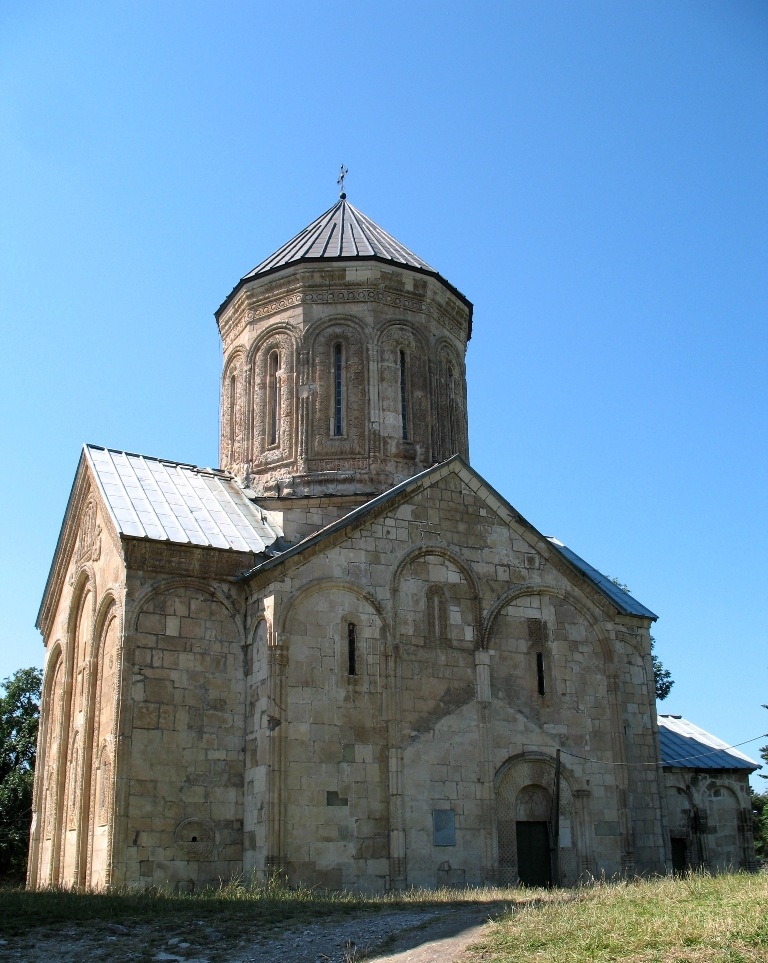
Собор в Никорцминда, родовая усыпальница князей Цулукидзе

Первое упоминание рода Цулукидзе относится к 1451 году, возведены в княжеское достоинство имеретинским царем Георгием III в 1605 году. Им принадлежали замки Патара, Нагореви и Хатеви, а также земли в Раче и должность сардалов (военачальников) Нижней Имеретии. Наследственно род Цулукидзе занимал должность моуравов столицы царства Кутаиси. Усыпальницей рода был храм Никорцминда в Раче.
В 1850 году 22 семьи князей Цулукидзе были внесены в «Именный посемейный список лицам, принадлежащим к княжескими дворянским родам Имеретии».
Род князей Цулукидзе был внесён в V часть родословной книги Кутаисской губернии.

## Герб
Герб князей Цулукидзе был Высочайше утверждён и внесён в XVII часть Общего гербовника 14 января 1904 г. 
Описание герба: Щит разделён на четыре части, в середине малый щиток. В первой золотой части всадник, побеждающий копьём дракона (герб Грузии), во второй червлёной части серебряная гора с тремя вершинами, перед ними золотая крепостная стена с чёрными швами и тремя башнями. В третьей червлёной части золотой лев, обращённый вправо, с червлёными глазами и языком, держащий в правой лапе серебряный с золотой рукояткой изогнутый меч. В четвертой золотой части стоящая на зелёной земле чёрная пушка с чёрным лафетом, обращённая вправо. В малом золотом щитке чёрный Российский Государственный орёл без гербов на крыльях. Над щитом древнеславянский шлем в профиль. Он украшен дворянской короной, из неё выходят пять страусовых перьев — среднее и крайние — золотые, второе и четвёртое — червлёные. Намёт: червлёный с золотом. Щитодержатели: два рыцаря в серебряной броне, с серебряными шлемами, увенчанными червлёными страусовыми перьями, держат каждый золотую пику с червлёным значком. Девиз: «ЦАРЮ И ОТЕЧЕСТВУ» червлёными буквами на золотой ленте. Герб украшен княжеской мантией с княжеской короной.

## Известные представители

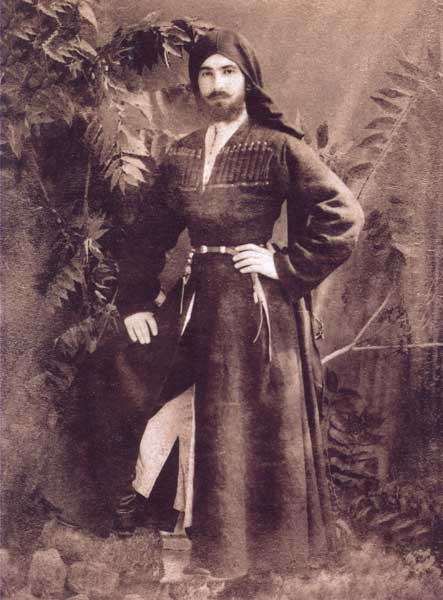
Князь Варден Цулукидзе

- Софроний (Цулукидзе) (ум. 1842) — князь, архиепископ имеретинский
- Евфимий (Цулукидзе) (ум. 1856) — князь, епископ имеретинский
- Цулукидзе, Георгий Давидович (1860-?) — князь, генерал-майор, командующий 67-й пехотной дивизией.
- Цулукидзе, Варден Григорьевич (8.11.1865 — 20.05.1923), князь, генерал-майор.
- Цулукидзе, Мемед Хусейнович (1878-1937 расстрелян), князь, Судья Аджарии

- Цулукидзе, Михаил Александрович (1894—1960) — российский, грузинский и немецкий военный деятель, штандартенфюрер СС.